# Live Box
Live Box è un boxset della cantante islandese Björk, pubblicato nel 2003. Esso è composto da un booklet di 36 pagine, quattro CD live e un DVD.
I quattro album dal vivo sono stati venduti separatamente nel maggio 2004.

## Tracce

### CD 1:Debut Live
1. Human Behaviour – 4:09 (Björk, Nellee Hooper)
2. One Day – 6:09 (Björk)
3. Venus as a Boy – 2:33 (Björk)
4. Come to Me – 3:45 (Björk)
5. Big Time Sensuality – 5:08 (Björk, Nellee Hooper)
6. Aeroplane – 4:03 (Björk)
7. Like Someone in Love – 4:01 (Johnny Burke, James Van Heusen)
8. Crying – 4:11 (Björk, Nellee Hooper)
9. Anchor Song – 3:25 (Björk)
10. Violently Happy – 5:42 (Björk, Nellee Hooper)

### CD 2:Post Live
1. Headphones – 2:59 (Björk, Tricky)
2. Army of Me – 4:04 (Björk, Graham Massey)
3. One Day – 3:37 (Björk)
4. The Modern Things – 3:52 (Björk, Graham Massey)
5. Isobel – 5:28 (Björk, Nellee Hooper, Marius De Vries, Sjón)
6. Possibly Maybe – 5:22 (Björk)
7. Hyperballad – 5:06 (Björk)
8. I Go Humble – 4:03 (Björk, Mark Bell)
9. Big Time Sensuality – 4:53 (Björk, Nellee Hooper)
10. Enjoy – 3:40 (Björk, Tricky)
11. I Miss You – 3:57 (Björk, Howie Bernstein)
12. It's Oh So Quiet – 3:52 (Bert Reisfeld, Hans Lang)
13. Anchor Song – 3:12 (Björk)

### CD 3:Homogenic Live
1. Vísur Vatnsenda Rósu (Tradizionale) – 1:52 (Rósa Guðmundsdóttir, Jón Ásgeirsson)
2. Hunter – 4:18 (Björk)
3. You've Been Flirting Again – 3:35 (Björk)
4. Isobel – 4:56 (Björk, Nellee Hooper, Marius De Vries, Sjón)
5. All Neon Like – 4:56 (Björk)
6. Possibly Maybe – 5:43 (Björk)
7. 5 Years – 4:10 (Björk)
8. Come to Me – 4:20 (Björk)
9. Immature – 3:00 (Björk)
10. I Go Humble (featuring lines from Wanna Be Startin' Somethin') – 4:24 (Björk, Mark Bell)
11. Bachelorette – 5:17 (Björk, Sjón)
12. Human Behaviour – 3:52 (Björk, Nellee Hooper)
13. Pluto – 3:56 (Björk, Mark Bell)
14. Jóga – 4:25 (Björk, Sjón)
15. So Broken – 4:27 (Björk)
16. Anchor Song – 5:53 (Björk)

### CD 4:Vespertine Live
1. Frosti – 1:24 (Björk)
2. Overture – 3:36 (Björk, Vincent Mendoza)
3. All Is Full of Love – 4:05 (Björk)
4. Cocoon – 4:32 (Björk, Thomas Knak)
5. Aurora – 3:44 (Björk)
6. Undo – 5:49 (Björk, Thomas Knak)
7. Unravel – 3:38 (Björk, Guy Sigsworth)
8. I've Seen It All – 5:18 (Björk, Sjón, Lars von Trier)
9. An Echo, a Stain (feat. Tanya Tagaq) – 4:36 (Björk, Guy Sigsworth)
10. Generous Palmstroke – 4:09 (Björk, Zeena Parkins)
11. Hidden Place – 5:37 (Björk, Guy Sigsworth, Mark Bell)
12. Pagan Poetry – 5:30 (Björk)
13. Harm of Will – 4:31 (Björk, Guy Sigsworth, Harmony Korine)
14. It's Not Up to You – 5:24 (Björk)
15. Unison – 6:23 (Björk)
16. It's in Our Hands – 6:27 (Björk)

### DVD
1. One Day
2. It's Oh So Quiet
3. Jóga
4. Aurora
5. It's Not Up to You

## Classifiche
| Paese   | Posizione più alta |
| ------- | ------------------ |
| Francia | 99                 |